# 455 (tal)
455 är det heltal som följer 454 och följs av 456.

## Egenskaper

### Matematiskt
- 455 är ett udda tal.
- 455 är ett sfeniskt tal.
- 455 är ett tetraedertal.
- 455 är ett dodekaedertal.

## Inom vetenskapen
- 455 Bruchsalia, en asteroid.

## Kuriosa
- 455 Rocket är en sång skriven av Kathy Mattea.